# Finn Lemke
Finn Lemke (Bremen, 30 de abril de 1992) es un exjugador de balonmano alemán que jugaba de lateral izquierdo. Su último equipo fue el MT Melsungen de la Bundesliga. Fue un componente de la selección de balonmano de Alemania.
Con la selección ganó la medalla de oro en el Campeonato Europeo de Balonmano Masculino de 2016 y la medalla de bronce en los Juegos Olímpicos de Río de Janeiro 2016.

## Palmarés internacional
| Juegos Olímpicos   | Juegos Olímpicos | Juegos Olímpicos  | Juegos Olímpicos |
| Año                | Lugar            | Medalla           |                  |
| ------------------ | ---------------- | ----------------- | ---------------- |
| 2016               | Río de Janeiro   | Medalla de bronce |                  |
| Campeonato Europeo |                  |                   |                  |
| Año                | Lugar            | Medalla           |                  |
| 2016               | Polonia          | Medalla de oro    |                  |

## Clubes
- HSG Schwanewede (2010-2011)
- TBV Lemgo (2011-2015)
- SC Magdeburg (2015-2017)
- MT Melsungen (2017-2023)